# Culture de Cucuteni-Trypillia
Objets typiques
Céramique rubanée, statuettes anthropomorphes, débuts du travail du cuivre et de l'or

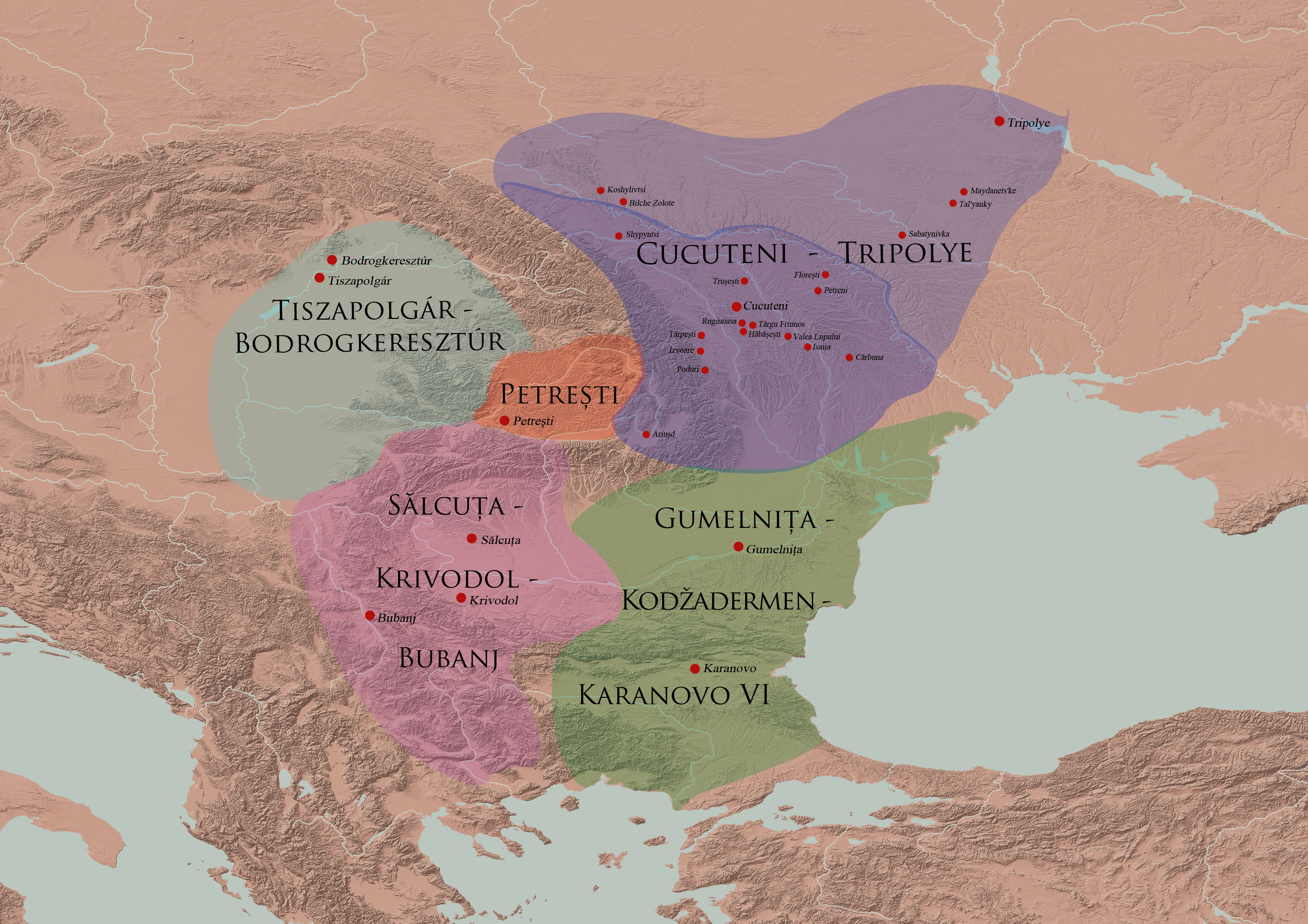
Autre cartographie des cultures néolithiques dans cette zone

La culture de Cucuteni-Trypillia (du nom de deux villages), en roumain culture de Cucuteni-Tripolia, en russe culture de Tripol'e (Триполье) et en ukrainien culture de Trypillia (Трипілля), est une culture archéologique du Néolithique qui s'est développée du VIe au IIIe millénaire av. J.-C. (d'environ 5800 à 2800 av. J.-C.), et qui s'étendait des Carpates au Dniepr, de la Roumanie à l'Ukraine actuelles. Elle donna naissance aux agglomérations proto-urbaines les plus importantes de l'époque.

## Historique
Les archéologues roumains l'ont appelé la culture de Cucuteni, d'après le nom d'un village situé près de Iași, en Roumanie, où en 1884 ont été découverts les premiers vestiges de cette culture. Plus tard, en 1897, un site de la même culture a été découvert en Ukraine, près de Kiev. Les archéologues locaux lui ont donné le nom de culture de Trypillia, en ignorant volontairement le nom initial.

## Chronologie
La culture de Cucuteni-Trypillia est généralement divisée en trois périodes, précoce, moyenne et tardive, avec des sous-divisions marquées par des changements dans la culture matérielle. La datation par le carbone 14 de ces différentes phases n'est pas cohérente d'un auteur à l'autre. Le découpage suivant représente l'interprétation la plus courante :
- précoce (pré-Cucuteni I – III à Cucuteni A – B, Trypillia A à Trypillia BI – II) : 5800 à 5000 av. J.-C. ;
- moyenne (Cucuteni B, Trypillia BII à CI – II) : 5000 à 3500 av. J.-C. ;
- tardive (Horodiştea – Folteşti, Trypillia CII) : 3500 à 2800 av. J.-C.

Les racines de la culture de Cucuteni-Trypillia se trouvent dans les cultures de Starčevo-Körös-Criș et de Vinča, du VIe au Ve millénaire av. J.-C., avec une influence complémentaire de la culture Bug-Dniestr (6500 – 5000 av. J.-C.). Pendant la première période de son existence (au VIe millénaire av. J.-C.), la culture de Cucuteni-Trypillia a également été influencée par la culture rubanée au nord, et par la culture de Boian–Giulesti (en) de la basse vallée du Danube.
Au cours du Ve millénaire av. J.-C., la culture de Cucuteni-Trypillia s'est étendue depuis sa source, située dans la région du Prout - Siret, le long des contreforts orientaux des Carpates, vers les bassins et les plaines du Dniepr et du Boug méridional, dans l'ouest de l'Ukraine. Des colonies se sont également développées au sud-est des Carpates, avec des matériaux connus localement sous le nom de culture Ariuşd.
Des contacts étroits ont été identifiés entre les cultures de Trypillia et de Sredny Stog à partir de 4700 - 4600 av. J.-C. D'une part, des pratiques agricoles apparaissent autour des habitats du groupe de Dereivka de la culture de Sredny Stog, et d'autre part, des motifs de la culture de Sredny Stog apparaissent sur certaines poteries de la culture de Trypillia.

## Habitat
Les villes pour la plupart étaient situées près des rivières, et quelques-unes situées sur les plateaux. Les premières habitations ont pris la forme de maisons à fosse, maisons qui ont été accompagnées de manière croissante de maisons en terre battue. Les planchers et les foyers de ces structures étaient en argile et les murs en bois ou en roseaux enduits d'argile. La toiture était faite de paille de chaume ou de roseaux.
Les grands villages proto-urbains étaient fortifiés par de longues rangées de maisons mitoyennes élevées sur deux à trois niveaux, formant des enceintes plus ou moins elliptiques. Les maisons étaient construites avec une charpente en bois taillée à l'aide de haches en pierre ou en cuivre, les murs étant construits en recouvrant des branchages avec un torchis d'argile mélangée à du son, selon une technique qu'on rencontre encore de nos jours dans les steppes ukrainiennes. Les maisons comportaient souvent deux niveaux : le rez-de-chaussée pour les tâches ménagères, et l'étage pour le repos. De nombreux bâtiments collectifs de très grande dimension occupaient également ces villages.
Les établissements plus petits étaient temporaires, bâtis pour une durée d'environ trois quarts de siècle. La population était encore partiellement nomade, et changeait de site une fois les ressources locales épuisées.

## Principaux sites
- Talianki, en Ukraine (oblast de Tcherkassy, district de Talne) au sud de Kiev, est le site le plus vaste actuellement connu. Il pouvait abriter 10 000 à 15 000 personnes[3] sur 450 ha dans 2 700 maisons, dont certaines avaient des dimensions impressionnantes. L'ensemble s'inscrivait dans une ellipse de 3,5 km sur 1,3 km, et toute l'organisation de la cité semblait fondée sur une maille ovoïde, jusqu'au dessin des rues et au contour des blocs de maisons. Le site était entouré d'une enceinte ovale dotée de portes, le tissu urbain lui-même présentant, au moins par endroits, une organisation radiale dénotant une planification à grande échelle.

- Nebelivka (en), en Ukraine (oblast de Kirovohrad), a été entièrement cartographié avec précision par des méthodes géophysiques. Cette ville couvrait une surface de 260 ha. Elle est constituée de deux enceintes ovoïdes concentriques espacées de 70 à 130 m qui sont faites de longues rangées de maisons mitoyennes alignées, et à l'intérieur, de cinquante rues radiales. Un fossé large de 4 mètres et profond de 2,50 m entoure la cité. De nombreuses méga-structures, vraisemblablement collectives, ont été détectées. La ville tout entière semble avoir été conçue dès le départ selon un plan déterminé, mais les irrégularités et lacunes vis-à-vis de ce plan laissent penser que la construction de la ville a été progressive ou approximative[4].
  - Un temple de grande dimension a été mis au jour et fouillé à Nebelivka[5]. Ce temple est un bâtiment rectangulaire de bois et d'argile à deux étages mesurant 60 m par 20, entouré d'une galerie extérieure en bois, le plancher supérieur était divisé en cinq salles et contenait huit autels. Sur l'un des autels, de nombreux os d'agneaux brulés ont été trouvés, attestant l’existence de pratiques sacrificielles. De petites statuettes votives et quelques ornements fins en or (interprétés comme des ornements pour cheveux) y ont également été trouvés. Des restes de peinture rouge sur les murs et le plancher de l'étage supérieur ont également été trouvés, attestant que le temple était peint au moins à l’intérieur.

- Maydanets, en Ukraine (oblast de Tcherkassy, district de Talne), qui pouvait abriter jusqu'à 10 000 personnes sur 200 ha. Les vues aériennes révèlent des fortifications et des rues bien tracées, selon un plan ovale de 1,5 km sur 1,1 km.

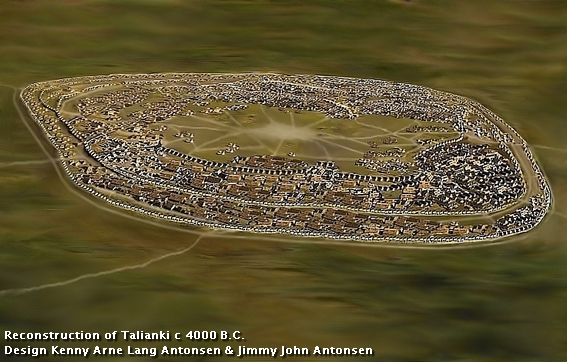
Reconstitution de Talianky
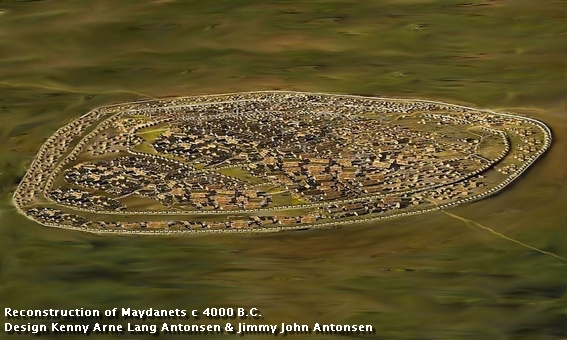
Reconstitution de Maydanets, vers 4000 av. J.-C.
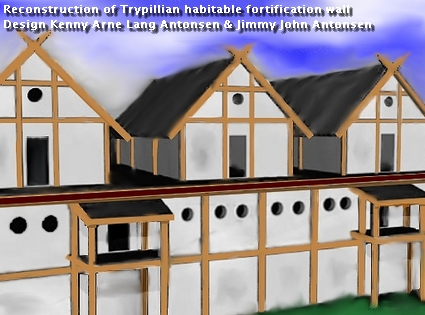
Essai de reconstitution des maisons interconnectées formant les fortifications de Maydanets, vers 4000 av. J.-C.
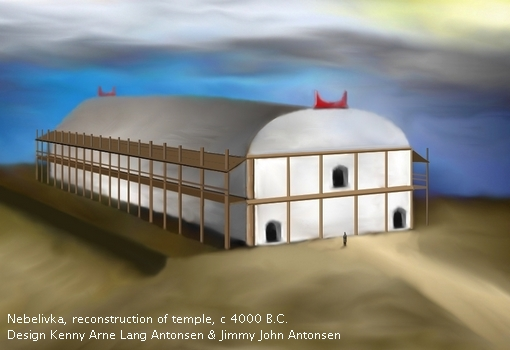
Reconstitution d'un temple de Nebelivka, Ukraine, vers 4000 av. J.-C., dimensions : 60 × 20 mètres

- Dobrovody, en Ukraine (oblast de Tcherkassy, district d'Ouman), de dimensions comparables à celles de Maydanets, de 250 ha. Les vues aériennes révèlent également des fortifications et des rues bien tracées.

- Sushkiva, en Ukraine (oblast de Tcherkassy, district d'Ouman), d'une superficie d'1 km2 [6].

L’organisation radiale ainsi que l’absence de traces de conflits guerriers ou d’une élite sociale suggèrent une organisation complexe de ces mégasites en l'absence d’une administration centralisée ou d’une classe dirigeante.

## Céramique

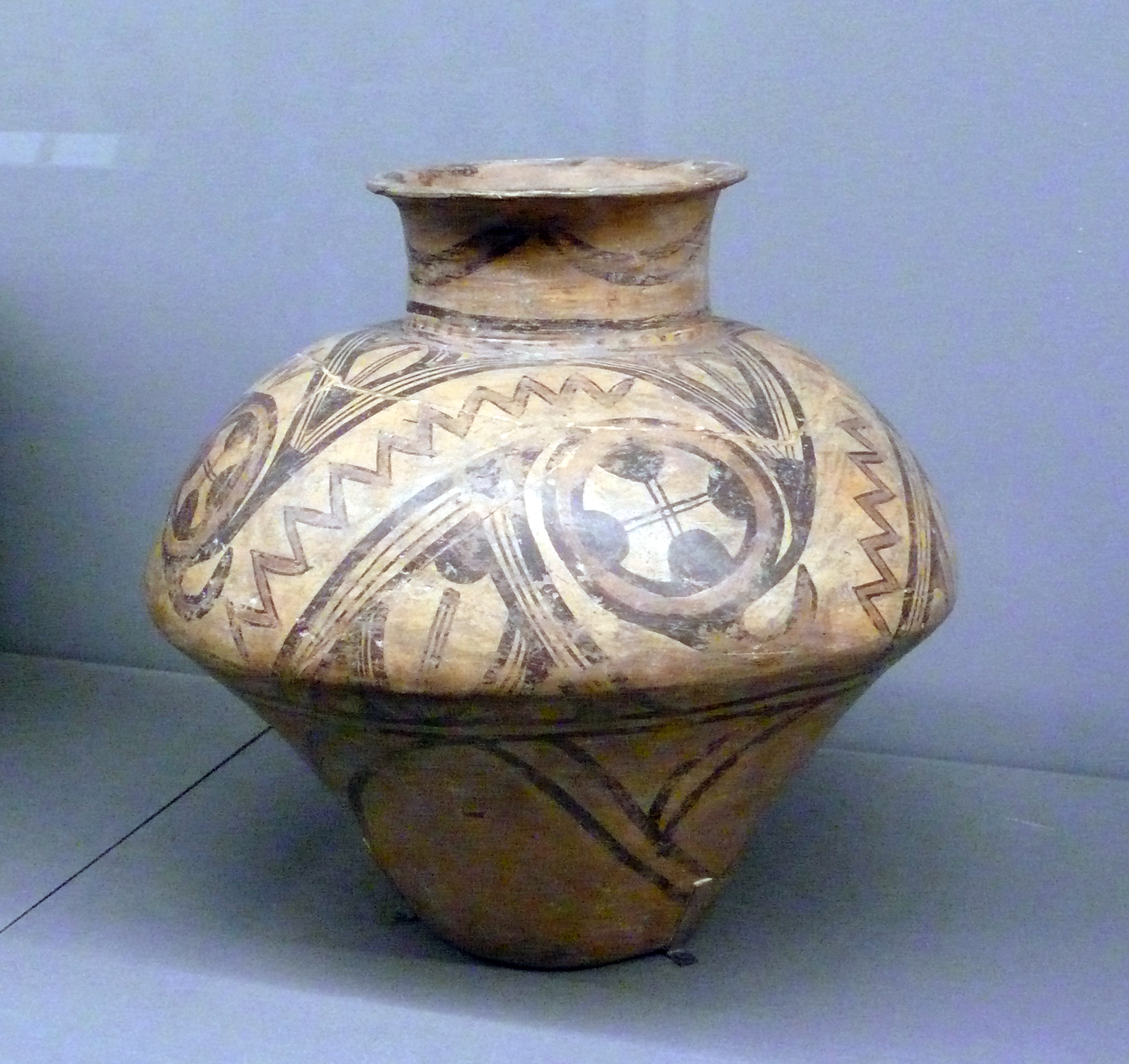
Vase de la culture de Cucuteni. Trouvé en Ukraine. Musée national d'histoire de Roumanie.

La céramique très particulière de Cucuteni-Trypillia est un trait caractéristique de cette culture. Elle présente un lien de parenté avec celle de la culture rubanée, notamment pour l'ornementation en rubans et spirales, mais la céramique de Cucuteni-Trypillia est peinte, et se distingue par la richesse de sa polychromie ainsi que par la diversité et l'harmonie des compositions.
On note dès le début du IVe millénaire av. J.-C. la présence d'une céramique de tradition steppique sur des sites de la culture de Cucuteni-Trypillia, de facture bien plus grossière et incorporant des coquilles broyées. On a aussi des traces de l'infiltration de groupes de Seredniï Stih (en russe Sredni Stog), culture d'Ukraine orientale qui résulterait de l'absorption vers 4500 av. J.-C. de la culture Dniepr-Donets par des groupes à kourganes. En sens inverse, des objets en cuivre de Trypillia ont été trouvés sur des sites de Seredniï Stih, au-delà du Dniepr et même de Khvalynsk, sur la Volga.

## Génétique et populations
Les études génétiques ont montré que les populations de la culture de Cucuteni-Trypillia descendaient des premiers agriculteurs du Néolithique qui s'étendirent d'Anatolie vers la Grèce au VIIe millénaire av. J.-C., avec une composante de chasseurs-cueilleurs locaux,.
En 2019, une étude basée sur les restes de squelettes de quatre femmes extraits de deux sites tardifs de Cucuteni-Trypillia, en Moldavie (3500 - 3100 av. J.-C.) montre une composante principale d'ascendance néolithique. Elle révèle que ces persoénénnes étaient génétiquement plus étroitement liées à la culture rubanée qu'aux agriculteurs anatoliens. Trois des spécimens ont également montré de considérables correspondances d'ascendances liée à la culture Yamna, suggérant un afflux précoce dans le pool de gènes de Cucuteni-Trypillia de gènes des pasteurs des steppes d'Ukraine orientale. Ce dernier scénario est appuyé par les preuves archéologiques.
Ces résultats confirment que la composante génétique steppique était déjà arrivée dans les communautés agricoles d'Ukraine occidentale dès 3500 av. J.-C. Ils sont également en accord avec l'hypothèse de contacts continus et de mélanges progressifs entre les éléments venant de la steppe et les populations locales,. Ce mélange précoce entre les groupes d'agriculteurs de l'âge du cuivre du Sud-Est de l'Europe et les groupes énéolithiques de la zone de steppe dans le sud de l'Ukraine d'aujourd'hui, ont peut-être commencé au milieu du cinquième millénaire av. J.-C. lorsque les populations plus denses se sont déplacées plus au nord, reliant la région du bas Danube avec la steppe côtière et les groupes Cucuteni-Trypillia de la forêt-steppe. 
Dans le champ des études sur les Indo-Européens, ces migrations venant de la Steppe pontique constituent un élément en faveur de l'Hypothèse kourgane, contre l'Hypothèse anatolienne.

## Présence dans les musées
Plusieurs musées présentent les œuvres d'art (principalement des céramiques) léguées par la civilitation Cucuteni-Trypillia en Moldavie :
- musée du Palais de la Culture de Iași et musée de l'Université «Alexandru Ioan Cuza» à Iași ;
- musée d'Art néolithique de la culture Cucuteni (Muzeul de Artă eneolitică a culturii Cucuteni) à Piatra Neamț ;
- musée national d’art de Moldavie à Chisinau,.

## Galerie

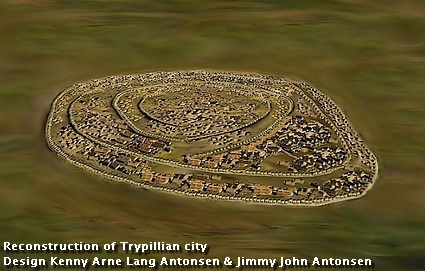
Reconstitution d'une cité, fortifiée par des enceintes concentriques constituées de rangés de maisons mitoyennes de plusieurs kilomètres de long.
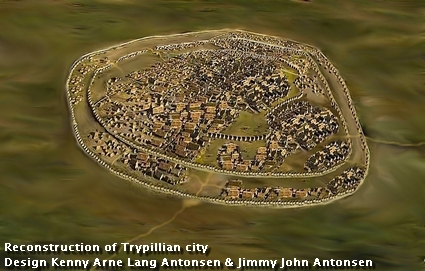
Reconstitution d'une cité, de nombreux bâtiments de très grandes dimensions occupent la ville.
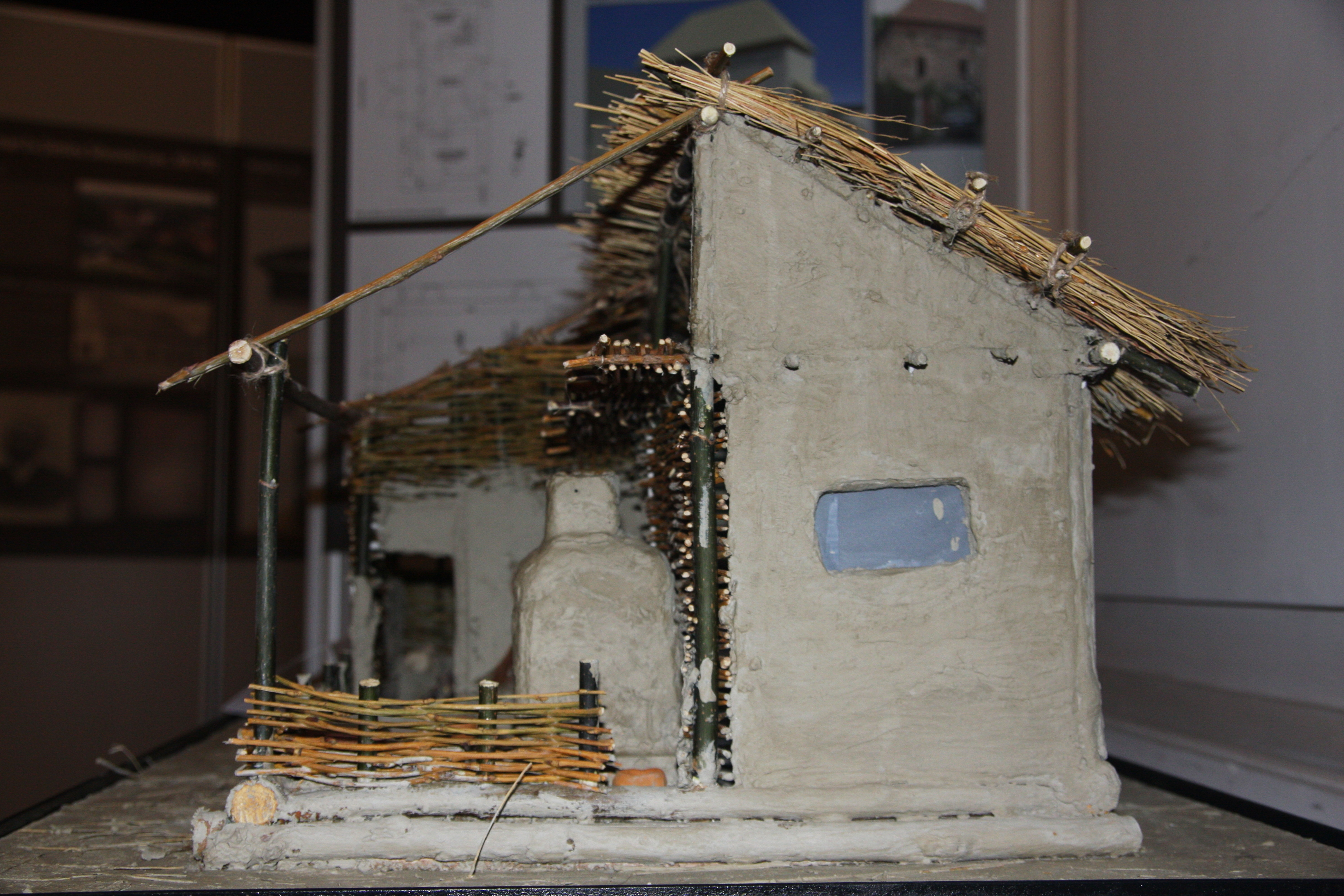
Principe de construction d'une maison.
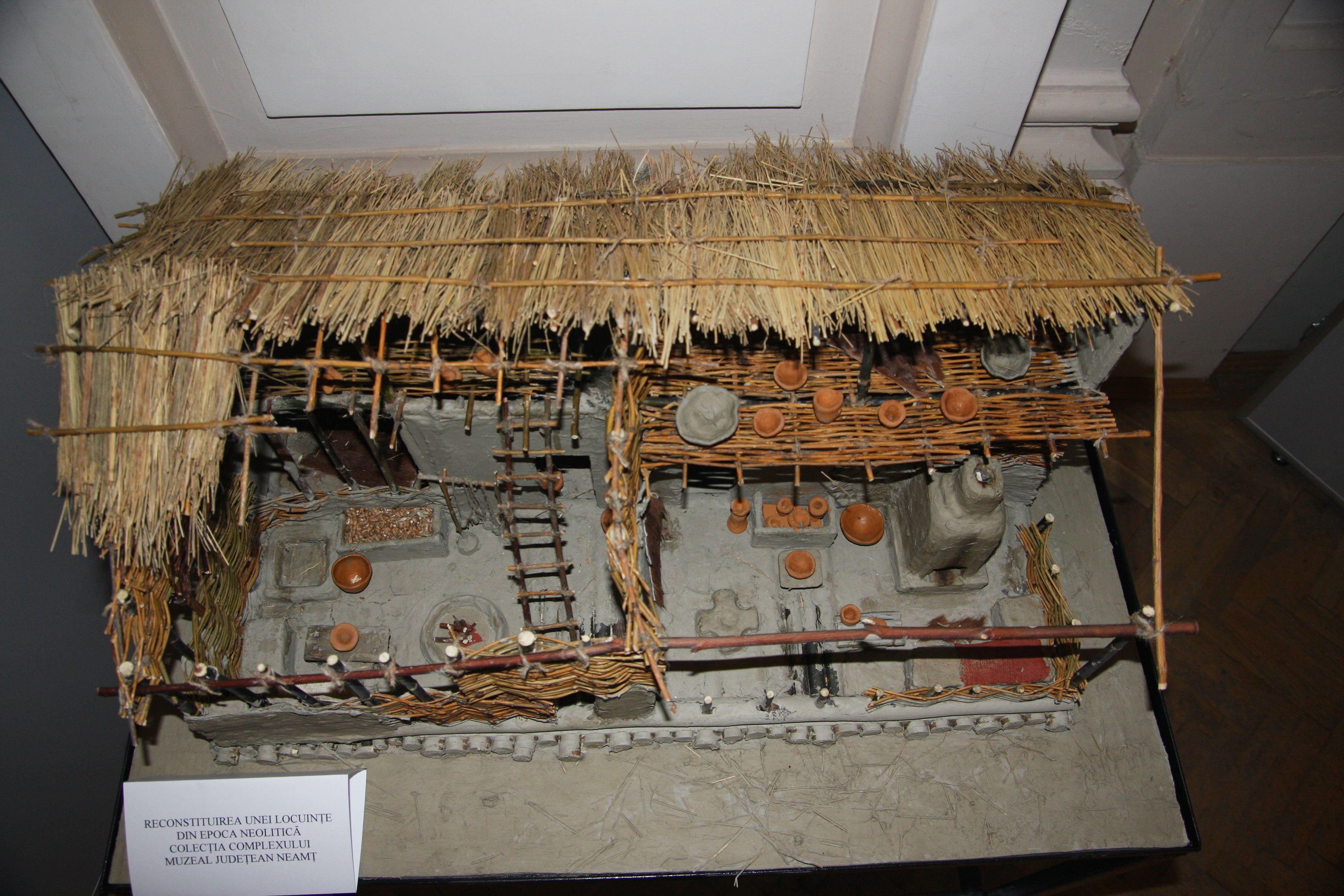
Organisation intérieure d'une maison.

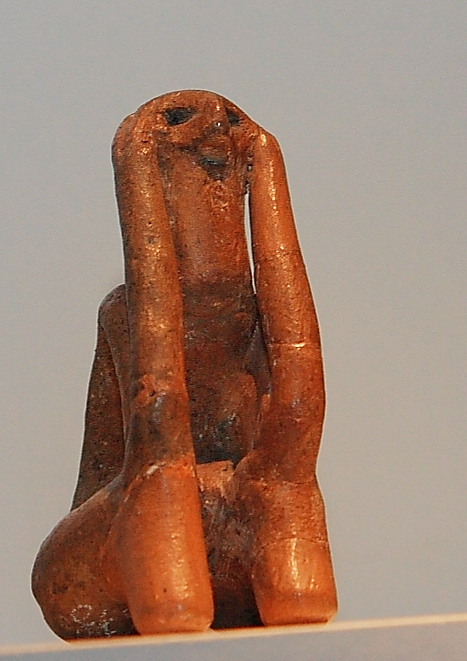
Le Penseur de Târpeşti, statue de la culture de Cucuteni-Trypillia
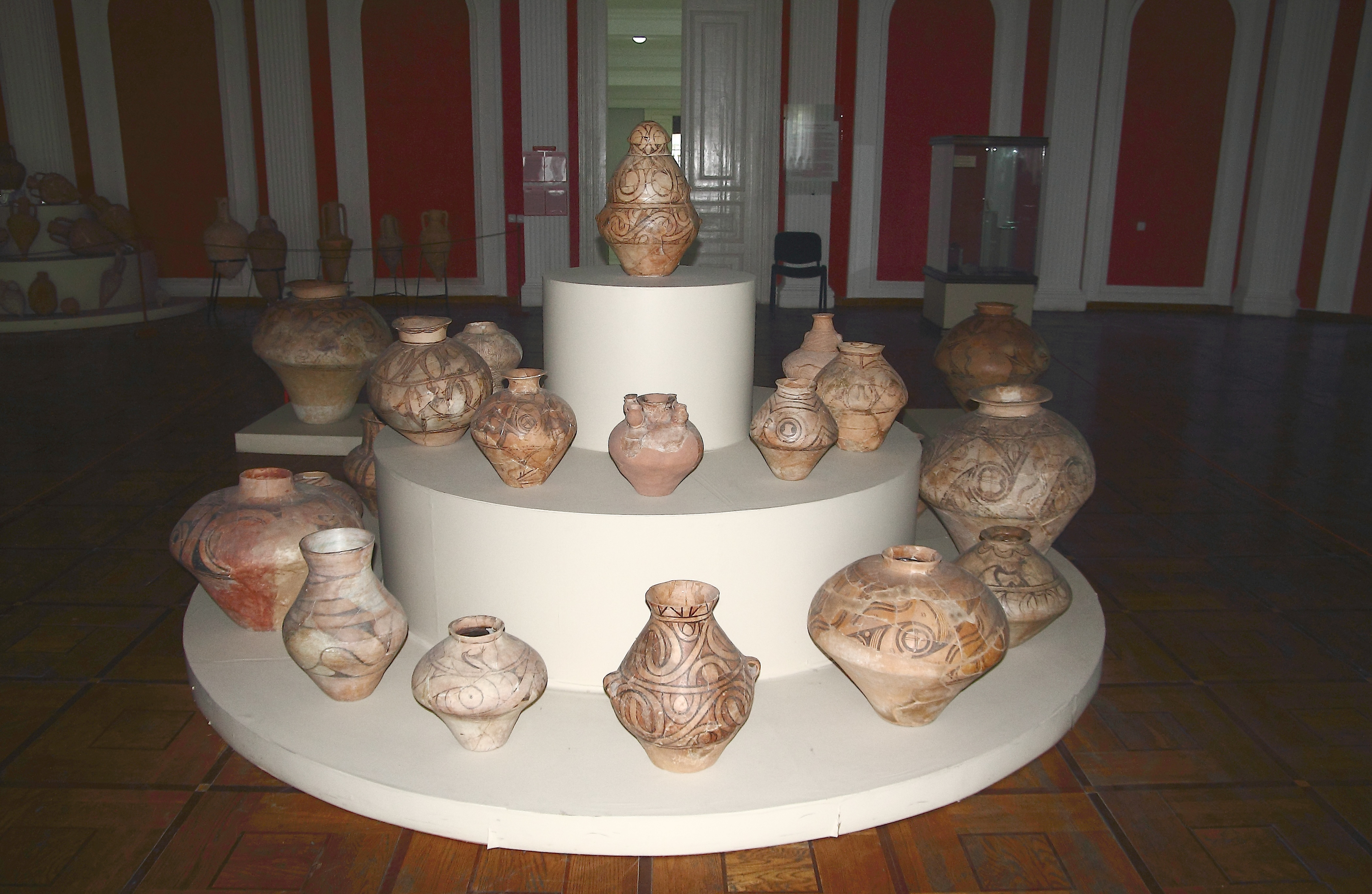
Collection de céramiques de la culture de Cucuteni, Musée National de Moldavie.
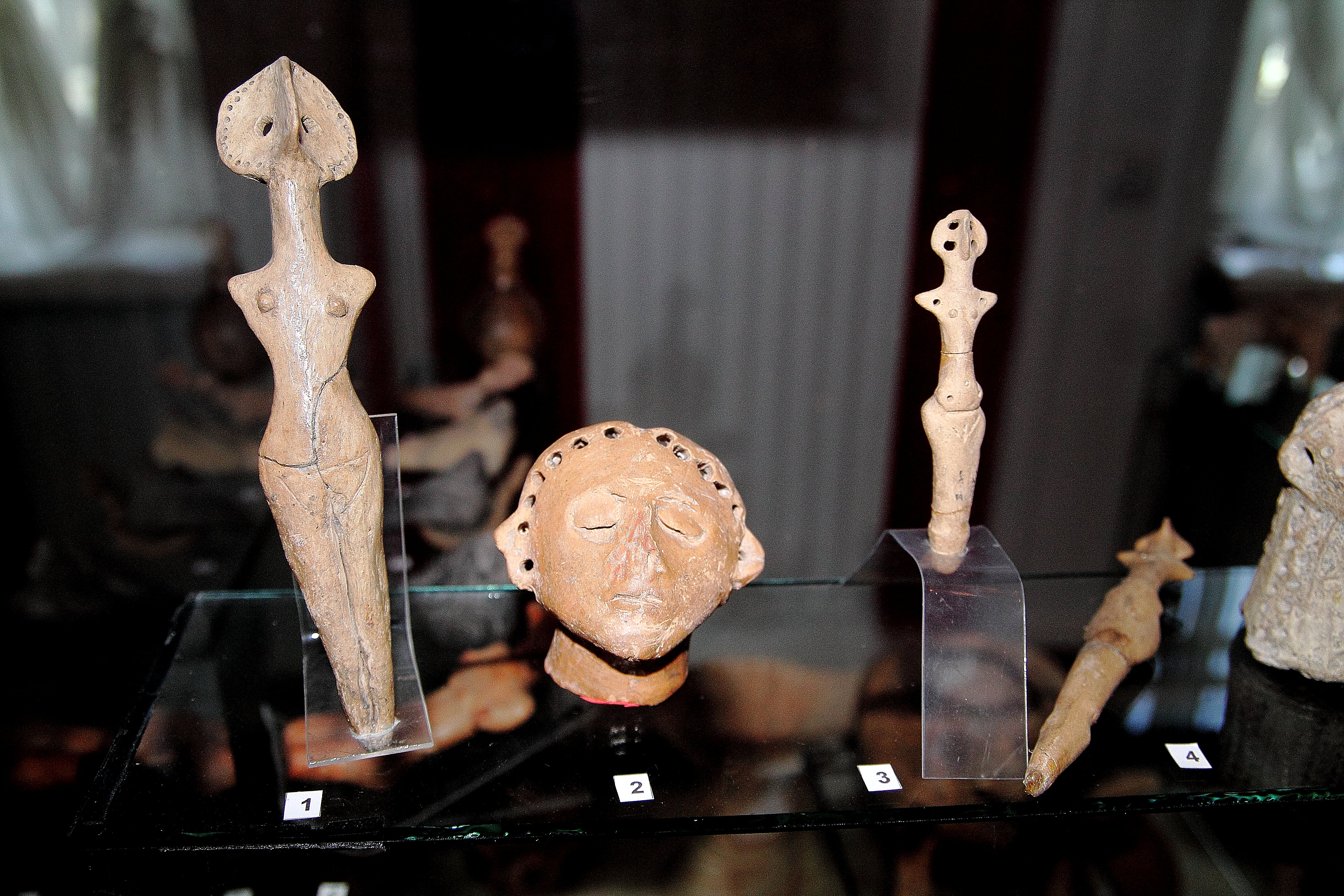
Sculptures et figurines en terre cuite de la culture de Cucuteni-Trypillia
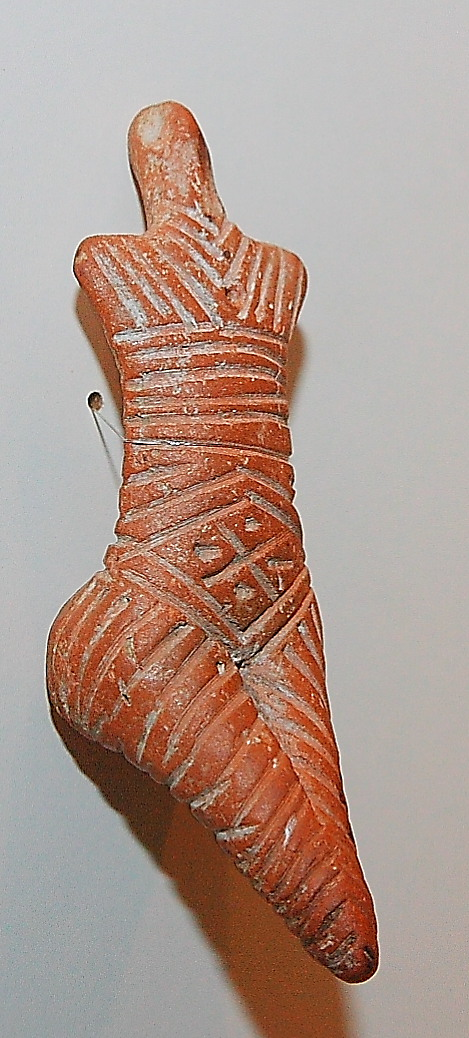
Une "déesse de fertilité" de la culture de Cucuteni-Trypillia
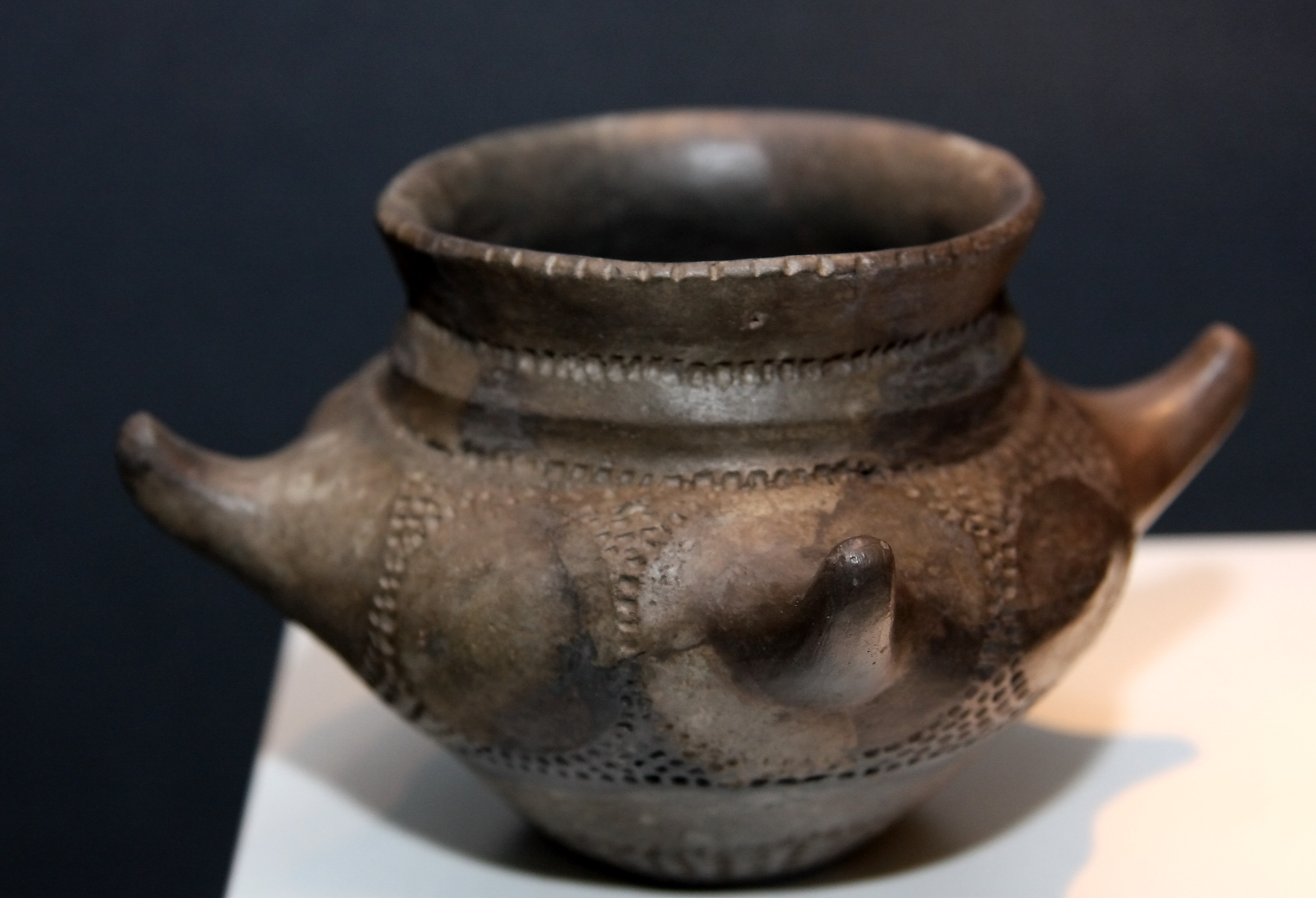
Poterie à becs Cucuteni
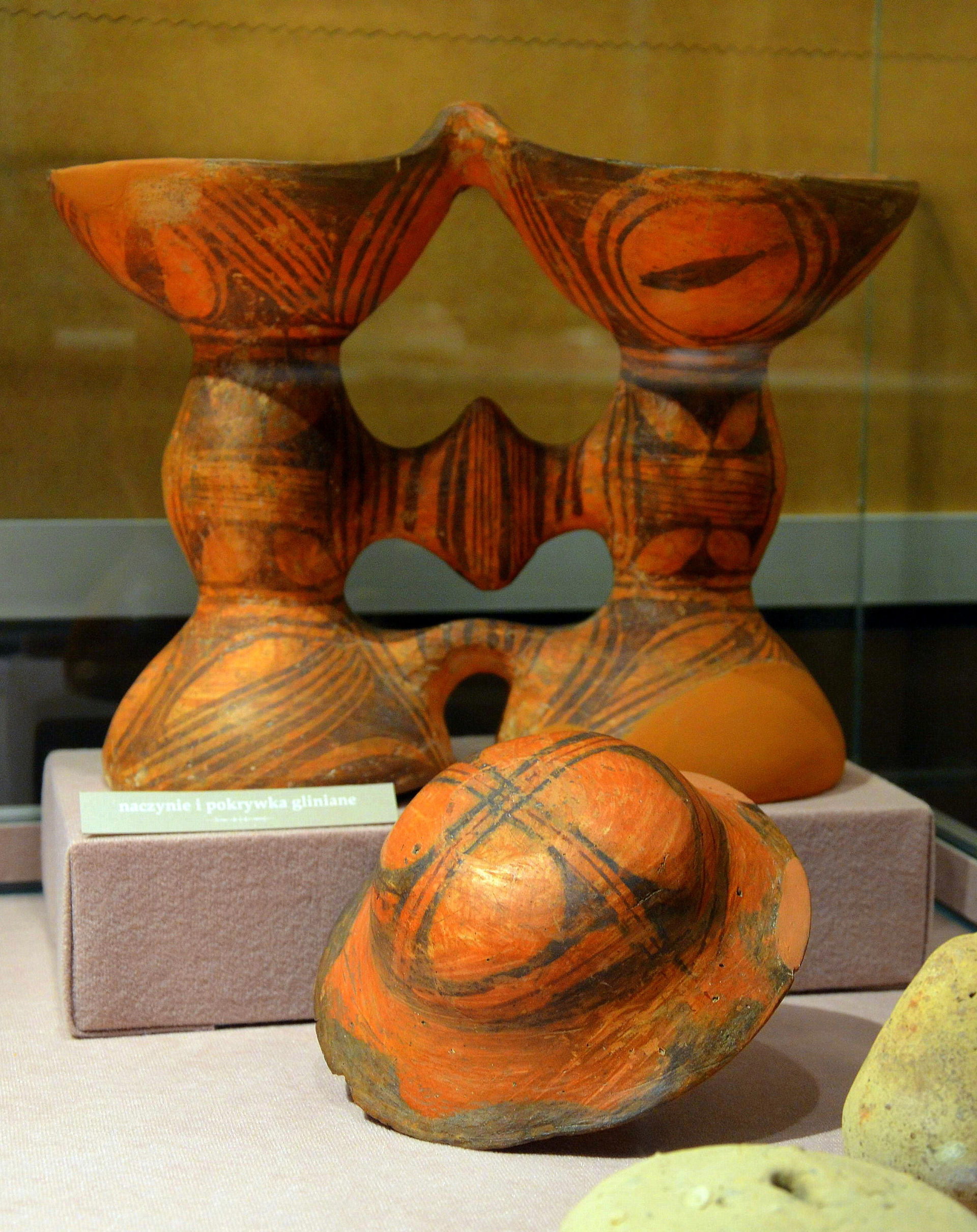
Céramiques Cucuteni
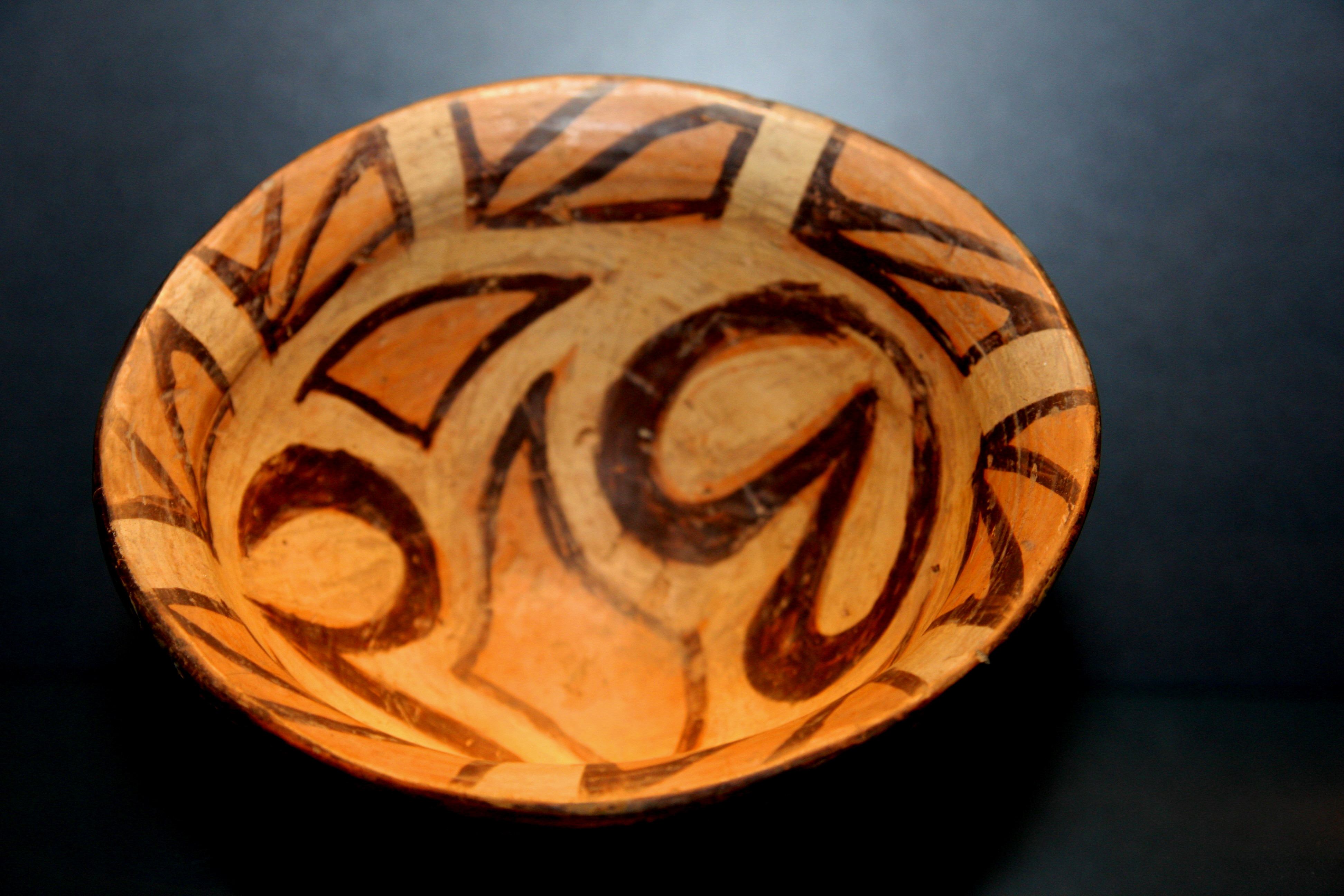
Céramique peinte de Cucuteni
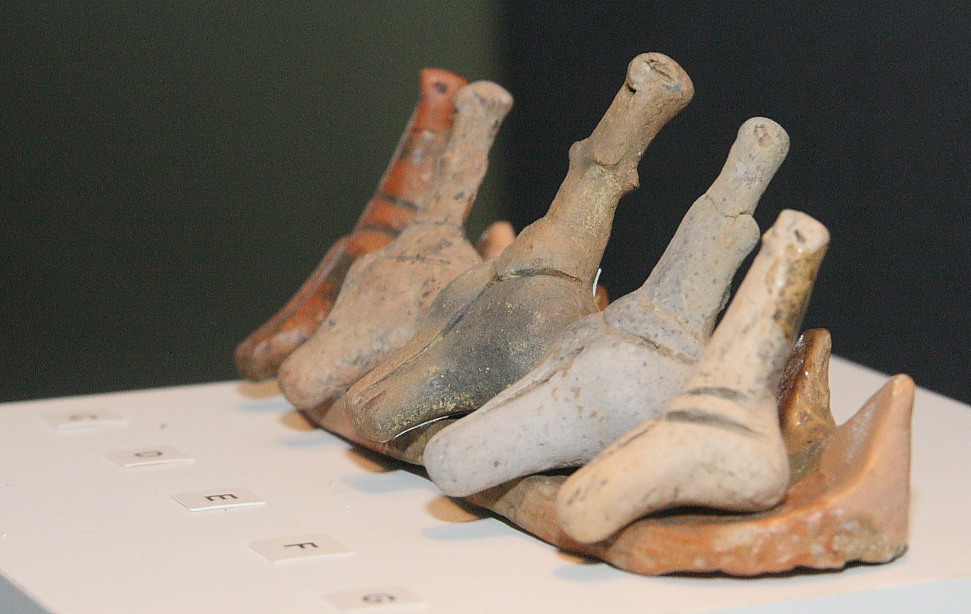
Figurines de déesses assises, éléments caractéristiques de la culture de Cucuteni-Trypillia